# Halvemaanspoort 15-17

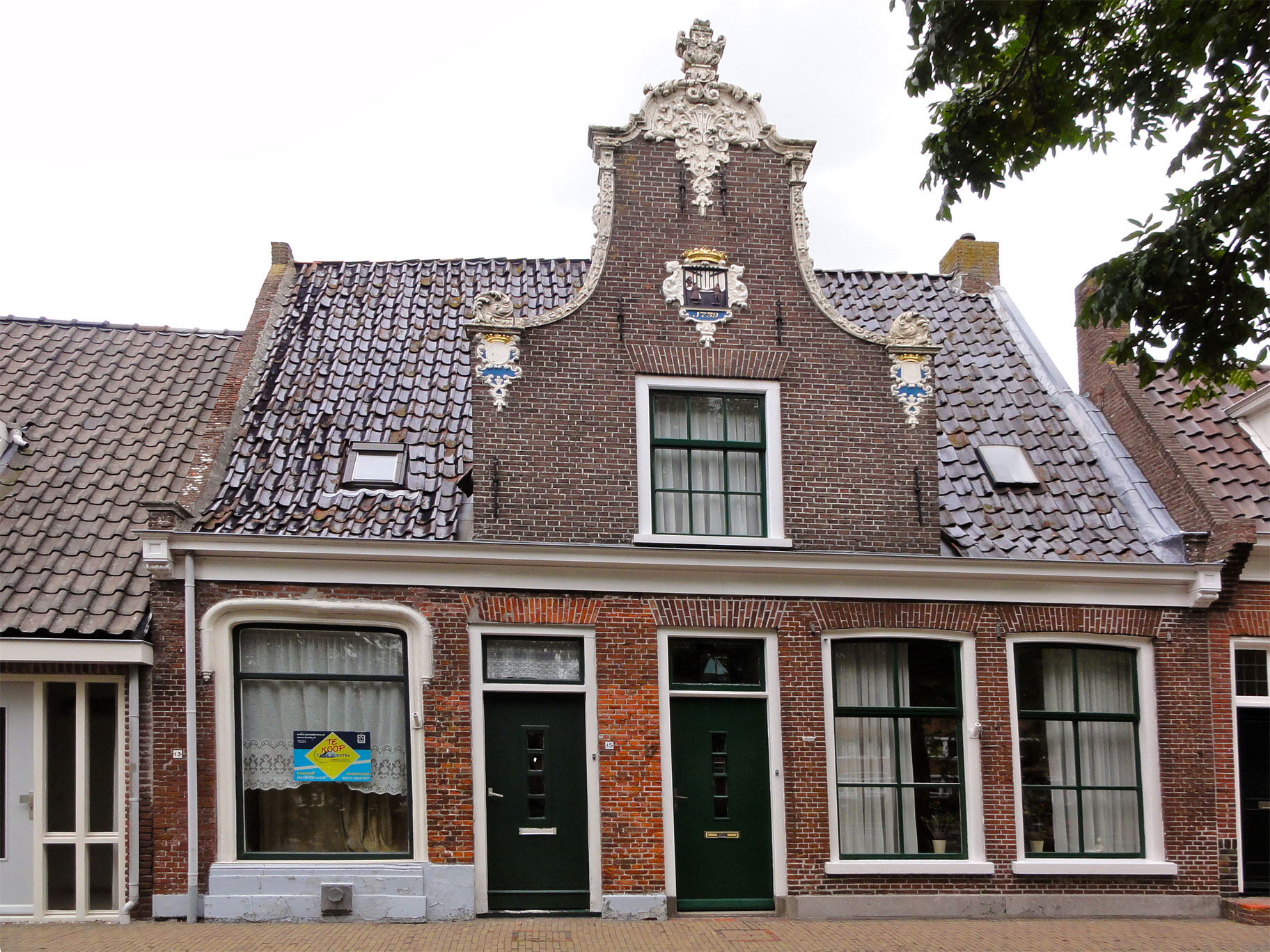
De dubbele woning aan de Halvemaanspoort 15-17

Halvemaanspoort 15-17 zijn twee monumentale panden onder één kap en met een gezamenlijke geveltop in Dokkum in de Nederlandse provincie Friesland

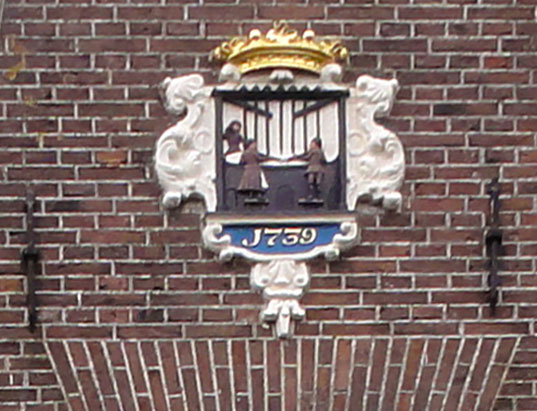
Gevelsteen met jaartal en een afbeelding van wolververs

Het dubbele pand zou volgens de gevelsteen uit 1739 dateren. De Vlaamse geveltop is rijk gedecoreerd in een Lodewijk XIV-stijl. Volgens Stenvert in Monumenten in Nederland zou de afbeelding op de gevelsteen verwijzen naar de wolververij. Het is echter naar alle waarschijnlijkheid een afbeelding van een zoutziederij. Deze zoutziederij was al in de 18e eeuw op deze plek in Dokkum gevestigd. In zogenaamde zoutpannen werd Noordzeewater, dat met houten schepen naar Dokkum werd aangevoerd, verdampt. Een van deze zoutbranders was Gosse Jacobs Heeringa, tevens herbergier van "Het Wapen van Dokkum".
Beide panden zijn erkend als rijksmonument.